# Быстров, Павел Александрович
Павел Александрович Быстров, (1880 — ?) — учитель, депутат Государственной думы Российской империи I созыва от Санкт-Петербургской губернии.

## Биография
Родился в 1880 году (один из самых молодых депутатов государственной Думы 1-го созыва). Родом из крестьян деревни Малые Вруды Врудской волости Ямбургского уезда Санкт-Петербургской губернии. Семья Быстрова владела 2 десятинами земли. Отец работал извозчиком. В 12 лет Быстров окончил церковно-приходское училище и приехал в Санкт-Петербург помогать отцу, занимавшемуся извозом . Приобрести дальнейшее образование П. А. Быстрову помог помещик Ямбургского уезда С. А. Гвоздев и поместил его в 2-классное Ястребинское училище. Окончив училище, Быстров поступил в Гатчинскую учительскую семинарию, которую окончил в числе лучших учеников. Работал учителем в земских школах Ямбургского уезда. В 1905 переселился в Санкт-Петербург, где получил место помощника классного наставника 1-го реального училища в Санкт-Петербурге.
26 марта 1906 избран в Государственную думу Российской империи I созыва от съезда уполномоченных от волостей. Входил в Конституционно-демократическую фракцию, что также подтверждают трудовики в своём издании. Подписал законопроекты: «О гражданском равенстве», «О неприкосновенности личности», «О собраниях». Высказывался против конфискации частных земель. Сторонник законодательной охраны труда и сокращения срока военной службы.
10 июля 1906 года в г. Выборге подписал «Выборгское воззвание» и осуждён по ст. 129, ч. 1, п. п. 51 и 3 Уголовного Уложения, приговорён к 3 месяцам тюрьмы и лишён права быть избранным.
Дальнейшая его судьба и дата смерти неизвестны.